# Куэльо, Альберто
Альберто Доминго Куэльо (исп. Alberto Domingo Cuello; 23 сентября 1908, по другим данным 1909 провинция Тукуман — неизвестно) — аргентинский футболист, защитник. 

## Карьера
Альберто Куэльо начал карьеру в клубе «Атлетико Тукуман». В 1928 году он перешёл в клуб «Тигре». Там он выступал четыре сезона, проведя 97 матчей и забив 3 гола. Последний матч за клуб Куэльо сыграл 3 января 1932 года против «Индепендьенте».
В 1932 году Куэльо перешёл в клуб «Ривер Плейт», заплативший за трансфер защитника 18 тысяч песо, по другим данным 7500 песо, по третьим — 17500 песо. Он дебютировал в составе команды 13 марта в матче с «Чакаритой Хуниорс» (3:1). В том же году Альберто в составе команды стал чемпионом страны. Куэльо выступал за команду десять лет, выиграв четыре чемпионата страны, Кубок Альдао, Кубок Карлоса Ибаргурена и Кубок Адриана Эскобара. Он провёл за «Ривер» 195 матчей. Последнюю встречу за клуб Альберто сыграл 20 апреля 1941 года с «Банфилдом» (2:2).

## Статистика

### Клубная
| Сезон | Клуб        | Лига    | Чемпионат | Чемпионат |
| Сезон | Клуб        | Лига    | Игры      | Голы      |
| ----- | ----------- | ------- | --------- | --------- |
| 1931  | Тигре       | Примера | 26        | 2         |
| 1932  | Ривер Плейт | Примера | 28        | 0         |
| 1933  | Ривер Плейт | Примера | 30        | 0         |
| 1934  | Ривер Плейт | Примера | 24        | 0         |
| 1935  | Ривер Плейт | Примера | 8         | 0         |
| 1936  | Ривер Плейт | Примера | 17        | 0         |
| 1937  | Ривер Плейт | Примера | 23        | 0         |
| 1938  | Ривер Плейт | Примера | 25        | 0         |
| 1939  | Ривер Плейт | Примера | 18        | 0         |
| 1940  | Ривер Плейт | Примера | 16        | 0         |
| 1941  | Ривер Плейт | Примера | 4         | 0         |

### Международная
| Матчи Альберто Куэльо за сборную Аргентины | Матчи Альберто Куэльо за сборную Аргентины | Матчи Альберто Куэльо за сборную Аргентины | Матчи Альберто Куэльо за сборную Аргентины | Матчи Альберто Куэльо за сборную Аргентины | Матчи Альберто Куэльо за сборную Аргентины | Матчи Альберто Куэльо за сборную Аргентины |
| ------------------------------------------ | ------------------------------------------ | ------------------------------------------ | ------------------------------------------ | ------------------------------------------ | ------------------------------------------ | ------------------------------------------ |
| №                                          | Дата                                       | Место проведения                           | Оппонент                                   | Счёт                                       | Голы                                       | Турнир                                     |
| 1                                          | 25 мая 1930                                | Буэнос-Айрес                               | Уругвай                                    | 1:1                                        | −                                          | Кубок Ньютона                              |
| 2                                          | 14 декабря 1933                            | Монтевидео                                 | Уругвай                                    | 1:0                                        | −                                          | Товарищеский матч                          |
| 3                                          | 18 июля 1934                               | Монтевидео                                 | Уругвай                                    | 2:2                                        | −                                          | Товарищеский матч                          |
| 4                                          | 15 августа 1934                            | Монтевидео                                 | Уругвай                                    | 1:0                                        | −                                          | Товарищеский матч                          |
| 5                                          | 20 сентября 1936                           | Монтевидео                                 | Уругвай                                    | 1:2                                        | −                                          | Кубок Эктора Гомеса                        |
| 6                                          | 9 января 1937                              | Буэнос-Айрес                               | Парагвай                                   | 6:1                                        | −                                          | Чемпионат Южной Америки                    |

## Достижения
- Чемпионат Южной Америки: 1929, 1937
- Чемпион Аргентины: 1932, 1936, 1937, 1941
- Обладатель Кубка Альдао: 1937
- Обладатель Кубка Карлоса Ибаргурена: 1937
- Обладатель Кубка Адриана Эскобара: 1941